# Департамент по делам Генеральной Ассамблеи и конференционному управлению
Департамент по делам Генеральной Ассамблеи и конференционному управлению (ДГАКУ) — один из департаментов Секретариата Организации Объединенных Наций, который отвечает за организационное, документационное и лингвистическое обеспечение заседаний межправительственных и экспертных органов ООН, а также за координацию работы по вопросам многоязычия в рамках всего Секретариата.

## Руководство
ДГАКУ возглавляется заместителем Генерального секретаря по делам Генеральной Ассамблеи и конференционному управлению, который отвечает за всю деятельность Департамента, а также за административное управление им и представляет Генерального секретаря на заседаниях, связанных с функционированием Департамента, и при необходимости на заседаниях межправительственных и экспертных органов. В обязанности заместителя Генерального секретаря входит также руководство комплексной системой глобального конференционного управления, охватывающей Центральные учреждения и отделения Организации Объединенных Наций в Женеве, Вене и Найроби, включая установление правил и норм в области конференционного управления и распределение людских и финансовых ресурсов между подразделениями, занимающимися конференционным обслуживанием, с тем чтобы обеспечить оптимальный уровень рабочей нагрузки во всех четырех местах службы. Заместитель Генерального секретаря выполняет функции Координатора по вопросам многоязычия в рамках всего Секретариата, отвечает за все вопросы многоязычия на уровне всей системы Организации Объединенных Наций и председательствует на Международном ежегодном совещании по вопросам лингвистического обеспечения, документации и изданий.

## Службы департамента
ДГАКУ состоит из нескольких служб, которые выполняют различные функции в области конференционного управления. Среди них:
1. Служба организационного обеспечения заседаний, которая отвечает за планирование, подготовку и проведение заседаний межправительственных органов ООН;
2. Управление документооборотом, которое отвечает за прием, регистрацию, распределение и хранение документов ООН;
3. Служба обслуживания межправительственных органов, которая отвечает за подготовку повесток дня, проектов резолюций и других материалов для заседаний межправительственных органов ООН;
4. Служба протокола и связи, которая отвечает за протокольное обслуживание Секретариата, в том числе Генерального секретаря, первого заместителя Генерального секретаря и Председателя Генеральной Ассамблеи;[3]
5. Служба координации работы по вопросам многоязычия, которая отвечает за разработку и реализацию политики и стратегии по вопросам многоязычия в рамках Секретариата;
6. Шесть служб письменного перевода, которые отвечают за подготовку документации для заседающих органов на всех шести официальных языках ООН: английском, арабском, испанском, китайском, русском и французском, а также за подготовку корреспонденции, публикаций и другой вспомогательной документации;[4]
7. Шесть служб устного перевода, которые отвечают за устный перевод выступлений на заседаниях межправительственных органов ООН с одного официального языка на другой;
8. Служба составления стенографических отчетов, которая отвечает за подготовку стенографических отчетов о заседаниях межправительственных органов ООН на всех шести официальных языках;
9. Служба редактирования, которая отвечает за редактирование документов ООН на всех шести официальных языках;
10. Служба подготовки документов к публикации, которая отвечает за верстку, корректуру и публикацию документов ООН в электронном и печатном форматах.

ДГАКУ также сотрудничает с другими департаментами и учреждениями ООН по вопросам конференционного управления и многоязычия, а также с государствами-членами ООН и другими заинтересованными сторонами.